# 傑克·凱勒
傑克·凱勒（英語：Jack Kehler，1946年5月22日—2022年5月7日）是一名美國性格演員，因在電影《謀殺綠腳趾》中飾演房東馬蒂一角而知名。他也參演了《龙年》、《終極尖兵》、《驚爆點》、《執法捍將》和《未来水世界》等作。

## 事業
凱勒於24歲時開始在劇院表演。他跟隨桑福德·邁斯納和溫·韓德曼學習，並成為演員工作室的成員。他的第一個電影角色是1983年上映的《要地球倒轉》。
1980年代，凱勒以影集演出為主，曾參演《霹靂警探》、《警花拍檔》和《波城杏話》等電視劇。1990年代，他開始在許多商業電影之中佔有一席之地，包括《終極尖兵》、《執法捍將》和《未来水世界》。他在柯恩兄弟1998年的邪典電影《謀殺綠腳趾》中飾演馬蒂，即男主角督爺（由傑夫·布里吉飾演）的結巴房東。
凱勒在亞馬遜Prime的電視劇《高堡奇人》中再次飾演哈蘭·溫德姆·麥特森（Harlan Wyndam Matson）。

## 個人生活
凱勒與妻子夏烏娜·凱西（Shawna Casey）結婚，有一個兒子艾迪·凱勒（Eddie Kehler）和一個孫子利亞姆·凱勒（Liam Kehler）。

## 逝世
2022年5月7日，凱勒死於白血病引起的併發症。

## 外部連結
- 傑克·凱勒在互联网电影资料库（IMDb）上的資料（英文）